# امامزاده هاشم (جاده هراز)
امامزاده هاشم، امامزاده‌ای برفراز گردنهٔ امامزاده هاشم جادهٔ هراز در ۶۰ کیلومتری شمال‌غرب تهران است. دشت مشاء در کوهپایهٔ این گردنه قرار دارد. دیرینگی ساختمان اصلی امامزاده از دوران صفویه است که با شمارهٔ ثبت ۶۱۷ در تاریخ ۲۳ اسفند ۱۳۴۵ به‌عنوان یکی از آثار ملی ایران به ثبت رسیده‌است.
نسب او را به حسن مجتبی می‌رسانند. در برخی منابع نقل است که در گذشته کنار این بقعه، یک کاروانسرا وجود داشته که امروزه اثری از آن به چشم نمی‌خورد.
در سال‌های اخیر، بحث بر سر تعلق امامزاده هاشم به استان مازندران یا استان تهران، از سوی ادارات اوقاف این دو استان در جریان بوده‌است. این امامزاده در نقشهٔ سازمان نقشه‌برداری کشور در دهستان بالالاریجان شهرستان آمل قرار دارد.

## نسب امامزاده
امامزاده هاشم آرامگاه «هاشم بن حسن بن یحیی بن حسین بن طباطبا بن ابراهیم بن اسماعیل بن ابراهیم بن حسن مثنی بن حسن مجتبی بن علی بن ابیطالب»، از نوادگان حسن مجتبی، امام دوم شیعیان است. هاشم یکی از ۱۴ فرزند حسن بن یحیی به همراه برادران خویش در زمان عبدالملک بن مروان از بغداد به سوی ایران آمدند که هاشم به همراه حارث و هادی از سوی کوه‌های دماوند به سمت مشهد رهسپار شدند. حارث و هادی در مشاء کشته شدند که اکنون در مقبره به‌نام امامزاده دوبرار آرمیده‌اند. هاشم با جراحت فراوان، خود را با اسب به گردنه مشاء می‌رساند و در همان‌جا دفن می‌شود از نظر موقعیت جغرافیایی، امامزاده هاشم در نوک کوه و روبروی امامزاده دو برار در پایین کوه است.

## ساختمان امامزاده

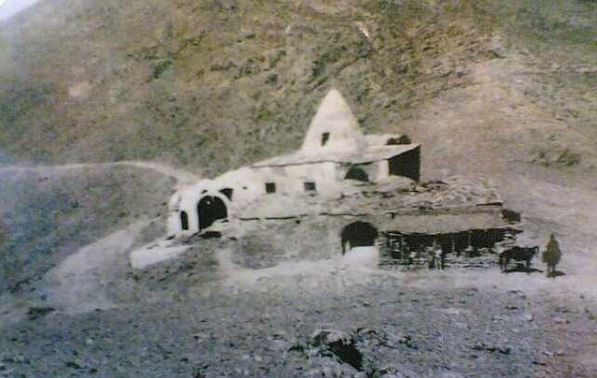
۱۲۷۳ خورشیدی

بنای فعلی آرامگاه امامزاده هاشم و حسینیه مجاور آن، ساختمانی سنگی است و داخل آرامگاه آینه‌کاری شده‌است و دو منبت معرق شده نیز در ضلع شمالی و جنوبی آن قرار دارد.

## مناقشه بر روی مالکیت این بنا
برسر مالکیت آن مناقشه‌ای بین دو شهرستان دماوند و آمل برپاست و هم‌اکنون مدیریت و ادارهٔ این امامزاده بعهدهٔ اوقاف شهرستان دماوند می‌باشد. این امامزاده در نزدیکی کتل امامزاده هاشم از توابع دهستان بالا لاریجان قرار دارد که سبب بروز مناقشه مالکیت در بین دو شهرستان است.